# Стёпичева, Оксана Николаевна
Оксана Николаевна Стёпичева (род. 3 сентября 1969, Барнаул), в девичестве Ковалёва — советская легкоатлетка, специалистка по спринтерскому бегу. Выступала за сборную СССР по лёгкой атлетике в 1985—1992 годах, чемпионка Европы в помещении, многократная победительница и призёрка первенств национального значения. Представляла Барнаул. Мастер спорта СССР международного класса.

## Биография
Оксана Ковалёва родилась 3 сентября 1969 года в Барнауле, Алтайский край.
Начала заниматься лёгкой атлетикой в 1983 году, проходила подготовку в Алтайском краевом центре олимпийского резерва под руководством заслуженного тренера Владимира Евгеньевича Кудрявцева. Состояла в спортивных обществах Профсоюзов и «Динамо». С 1985 года находилась в составе юниорской сборной СССР.
Впервые заявила о себе в лёгкой атлетике на международном уровне в сезоне 1986 года, выступив на юниорском мировом первенстве в Афинах — стала здесь пятой в беге на 200 метров и в эстафете 4 × 100 метров.
В 1987 году побывала на юниорском европейском первенстве в Бирмингеме, откуда привезла две награды серебряного достоинства, выигранные в беге на 200 метров и в эстафете 4 × 100 метров.
На юниорском мировом первенстве 1988 года в Садбери была шестой на дистанции 200 метров, тогда как в эстафете 4 × 100 метров в финале их команда сошла с дистанции.
В 1990 году на чемпионате СССР в Киеве одержала победу в беге на 200 метров. На Играх доброй воли в Сиэтле финишировала на двухсотметровой дистанции шестой.
На зимнем чемпионате СССР 1991 года в Волгограде вновь победила в дисциплине 200 метров.
В 1992 году выиграла бег на 200 метров на зимнем чемпионате СНГ в Москве. Попав в состав Объединённой команды, собранной из спортсменов бывших советских республик, выступила на чемпионате Европы в помещении в Генуе, где в той же дисциплине обошла всех своих соперниц и завоевала золото. Также в этом сезоне в беге на 200 метров взяла бронзу на летнем чемпионате СНГ в Москве.
За выдающиеся спортивные результаты удостоена почётного звания «Мастер спорта СССР международного класса».